# استنلی (لوئیزیانا)
استنلی (به انگلیسی: Stanley) شهری در ایالت لوئیزیانا کشور ایالات متحده آمریکا است که جمعیت آن در سرشماری سال ۲۰۱۰ میلادی، ۱۰۷ نفر بوده‌است.